# Moldavská armáda

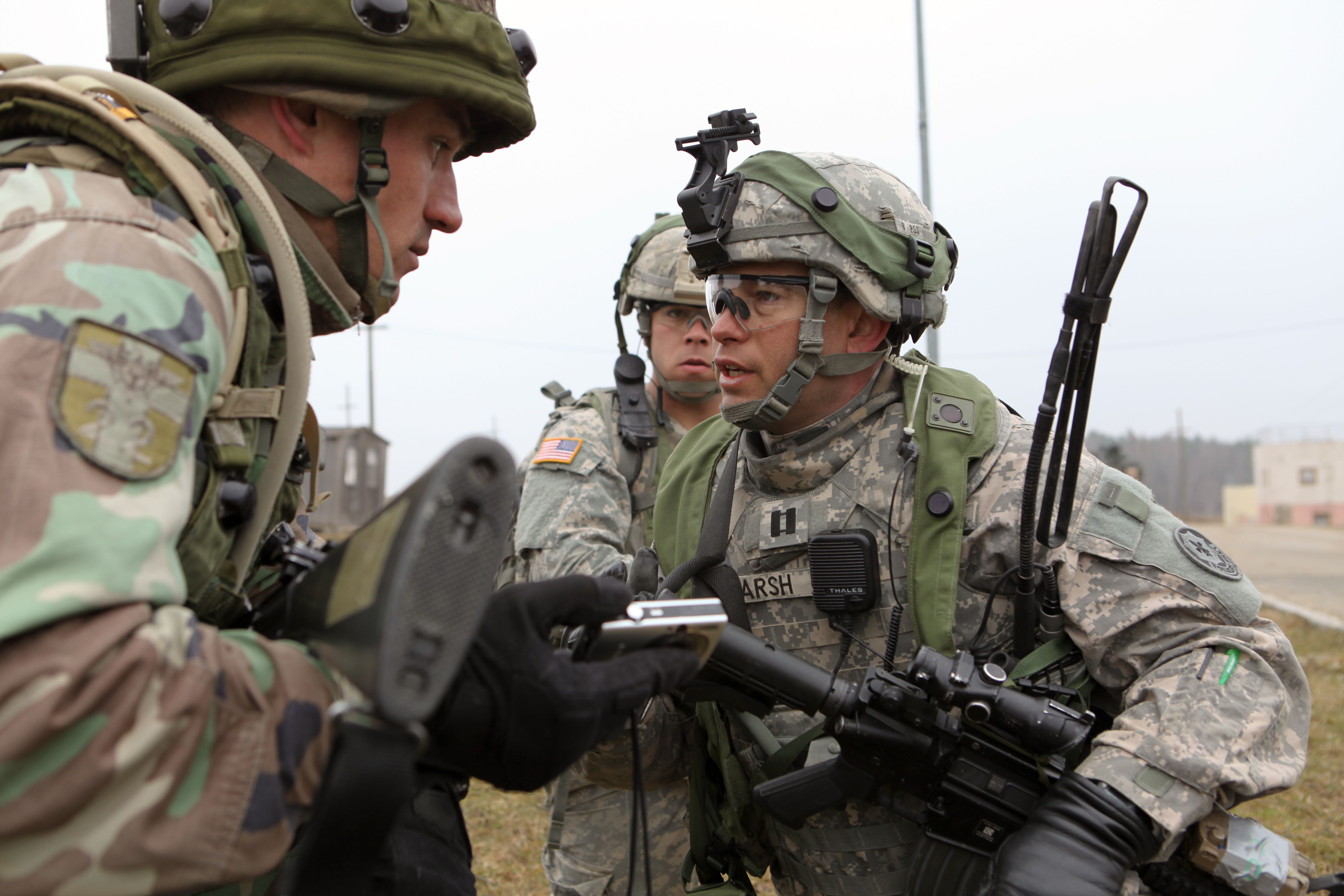
Voják moldavské armády ve Společném mnohonárodním centru připravenosti v Hohenfelsu v Německu

Moldavská armáda čili Moldavské ozbrojené síly se skládají z pozemních sil a letectva. Moldavsko udržuje stálou malou armádu čítající 6 500 vojáků a na obranu ročně vynakládá pouze 0,4 % hrubého domácího produktu, což je daleko za jeho regionálními sousedy.
Moldavsko přijalo všechny příslušné závazky bývalého Sovětského svazu v oblasti kontroly zbrojení. Dne 30. října 1992 Moldavsko ratifikovalo Smlouvu o konvenčních ozbrojených silách v Evropě, která stanoví komplexní limity pro klíčové kategorie konvenčního vojenského vybavení a zajišťuje zničení zbraní překračujících tyto limity. V říjnu 1994 přistoupilo Moldavsko ve Washingtonu k ustanovením Smlouvy o nešíření jaderných zbraní a nevlastní jaderné, biologické, chemické ani radiologické zbraně. Moldavsko se 16. března 1994 připojilo k Partnerství pro mír NATO.
Moldavsko se zavázalo dodržovat řadu mezinárodních a regionálních předpisů o kontrole zbraní, jako je protokol OSN o střelných zbraních, regionální prováděcí plán Paktu stability, akční program OSN a dokumenty OBSE o zásobách konvenční munice. Od vyhlášení nezávislosti v roce 1991 se Moldavsko účastnilo mírových misí OSN v Libérii, Pobřeží slonoviny, Súdánu a Gruzii. Moldavsko podepsalo v roce 2015 vojenskou dohodu s Rumunskem o posílení regionální bezpečnosti. Dohoda je součástí moldavské strategie reformy armády a spolupráce se sousedy.
Od roku 2022 zahájila armáda proces modernizace a prostřednictvím Evropského mírového nástroje jí byla poskytnuta podpora ve výši více než 87 milionů eur na modernizaci obranného sektoru a posílení bezpečnosti. V říjnu 2022 ministr obrany Anatolie Nosatii prohlásil, že 90 % vojenského vybavení země je zastaralé a sovětského původu, pocházející z 60. a 80. let 20. století. V dubnu 2023 Valeriu Mija, státní tajemník pro obrannou politiku a reformu národní armády na ministerstvu obrany, prohlásil, že Moldavsko potřebuje 275 milionů dolarů na modernizaci svých ozbrojených sil, zejména s ohledem na ruskou invazi na Ukrajinu a přítomnost 1 500 ruských vojáků v Podněstří. V červnu 2023 poslalo Polsko moldavské policii také transport vojenského vybavení v hodnotě 8 milionů eur (včetně dronů, výpočetní techniky, zařízení na likvidaci výbušnin a ultrazvukového vybavení), aby zvýšilo vnitřní bezpečnost země. Analytici z Centra pro analýzu evropské politiky vyzvali k dalším darům západních zbraní.

## Výstroj a výzbroj

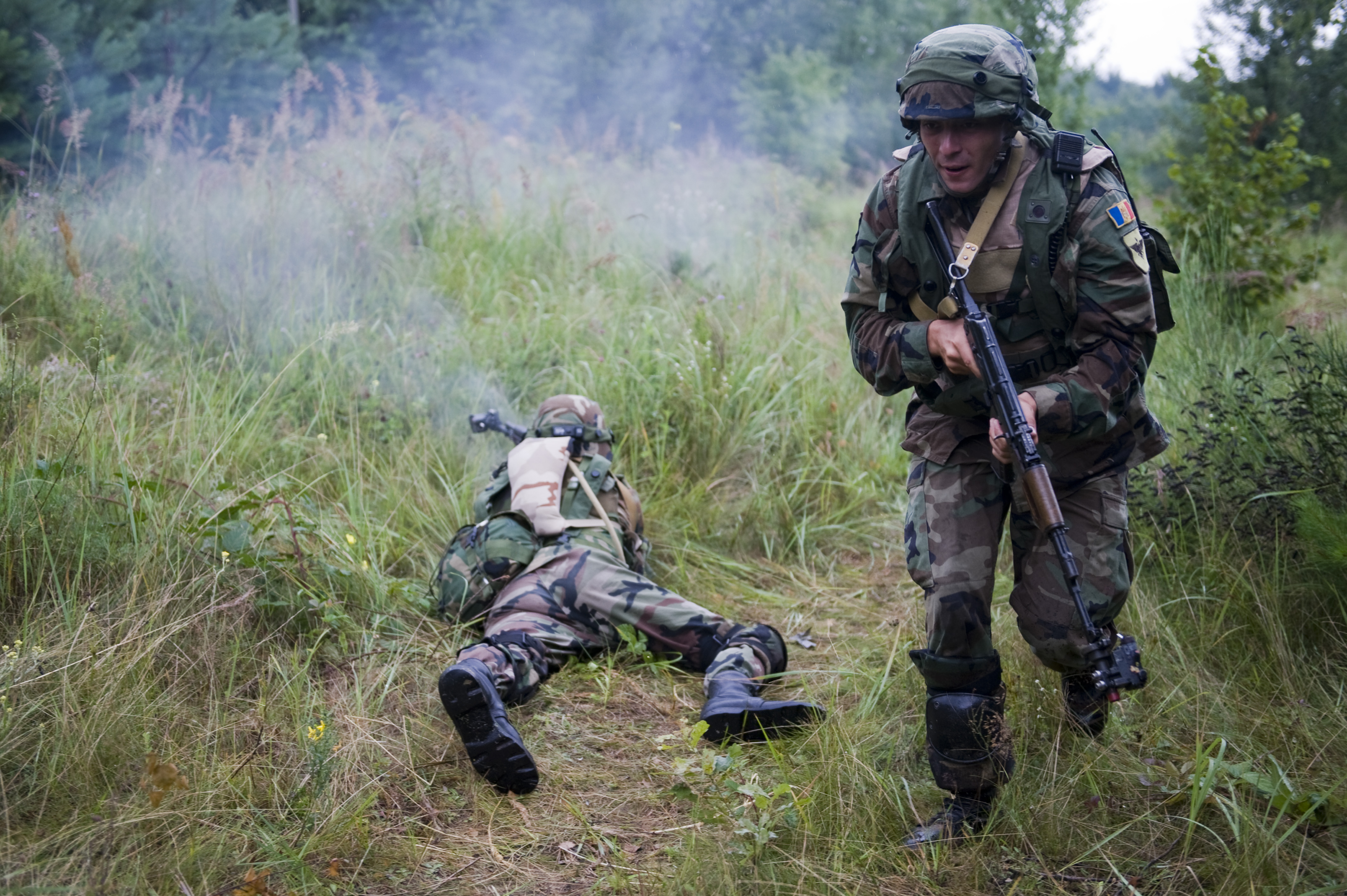
Moldavští vojáci na Ukrajině, při cvičení Rapid Trident 2011

Armáda Moldavské republiky se skládá přibližně ze 6 500 vojáků. V době ohrožení má k dispozici přibližně 66 000 záložníků. Pozemní vojsko má tři brigády a jednu dělostřeleckou brigádu. Výzbroj pochází z doby Sovětského svazu. V roce 2022 měla k dispozici 3 kusy tanku T-64BV, měla 44 kusů pásových výsadkových vozidel BMD-1, 55 kusů obrněného transportéru MT-LB a 9 kusů BTR-D. Kolových obrněných vozidel vlastnila 11 kusů BTR-80 a 5 kusů BTR-70. Rumunsko darovalo 91 kusů obrněných transportérů TAB-71. V roce 2023 bylo získáno 19 kusů stroje Piranha III. Spojené státy americké darovaly automobily HMMWV pro přepravu pěchoty. Dělostřelecká brigáda využívala 21 kusů kanónové houfnice 2A36 a 31 kusů D-20 a M-30. Samohybné houfnice 2S9 Nona-S využívala v počtu 9 kusů a raketomety BM-21 v počtu 14 kusů. Kanony ZU-23 v počtu 30 kusů a S-60 v počtu 12 kusů zajišťovaly protivzdušnou obranu. Systémy 9K115-2 Metis-M a 9K113 Konkurs sloužily k zajištění protitankové obrany, spolu s kanonem MT-12 v počtu 45 kusů a více než 130 kusů SPG-9. Pěchota používala útočné pušky AKM, pancéřovky RPG-7 a kulomety PK. Ve výzbroji měla kulomety PM64 a pušky Model 65 rumunské výroby. Moldavské letectvo nemělo bojové letouny, ale jen vojenské dopravní letouny, které byly zastoupeny 2 kusy Antonov An-2, 1 kusem Antonov An-26 a 2 kusy Antonov An-72. Armáda měla 16 protiletadlových raketových odpalovacích zařízení typu S-150. Bojových letounů MiG-29 měla moldavská armáda po rozpadu Sovětského svazu 34 kusů. Na základě smlouvy z roku 1997 je ale odkoupily Spojené státy, v rámci preventivního programu, jenž má zabránit prodeji bojové techniky do rukou tzv. darebáckých států. Řada těchto strojů byla Spojenými státy poskytnuta Ukrajině po jejím napadení Ruskem v roce 2022.